# مارجوري مين
مارجوري مين (بالإنجليزية: Marjorie Main)‏ هي ممثلة تعبيرية وممثلة أمريكية، ولدت في 24 فبراير 1890 في الولايات المتحدة، وتوفيت في 10 أبريل 1975 بلوس أنجلوس في الولايات المتحدة بسبب سرطان الرئة.

## أعمال

### أفلام
- (1937) النهاية الميتة
- (1938) طيار الاختبار
- (1943) الجنة يمكن أن تنتظر
- (1946) فتيات هارفي
- (1956) إقناع ودي

## ترشيحات
- جائزة الأوسكار لأفضل ممثلة مساعدة (1947)

## وصلات خارجية
- مارجوري مين على موقع IMDb (الإنجليزية)
- مارجوري مين على موقع ألو سيني (الفرنسية)
- مارجوري مين على موقع ميوزك برينز (الإنجليزية)
- مارجوري مين على موقع تيرنر كلاسيك موفيز (الإنجليزية)
- مارجوري مين على موقع أول موفي (الإنجليزية)
- مارجوري مين على موقع قاعدة بيانات برودواي على الإنترنت (الإنجليزية)
- مارجوري مين على موقع قاعدة بيانات الأفلام السويدية (السويدية)
- مارجوري مين على موقع إن إن دي بي (الإنجليزية)
- مارجوري مين على موقع قاعدة بيانات الفيلم (الإنجليزية)
- مارجوري مين على موقع كينوبويسك (الروسية)